# Moonie River
La Moonie River est une rivière coulant dans l'ouest des Darling Downs au Queensland, en Australie. La rivière coule vers le sud-ouest en direction de la Nouvelle-Galles du Sud, passe à l'ouest de Mungindi puis se jette dans la rivière Barwon. Son bassin versant n'a pas de villes et est extrêmement plat. Il existe une installation de stockage d'eau sur la rivière, le barrage Thallon, avec une capacité de 185 000 m3.
La source de la rivière est située à l'est de la ville de Tara (en). Elle traverse les villes de Nindigully, Flinton et passe juste à l'ouest de Thallon. Le principal affluent de la Moonie River est la Teelba Creek, les Brigalow et Toombilla Creeks étant deux autres affluents de la rivière.
Tant la Moonie Highway que la Carnarvon Highway traversent la rivière.